# Comuna Grumăzești, Neamț
Grumăzești este o comună în județul Neamț, Moldova, România, formată din satele Curechiștea, Grumăzești (reședința), Netezi și Topolița.

## Așezare
Comuna se află în partea de nord a județului, la sud de orașul Târgu Neamț, pe malurile râului Topolița. Este străbătută de șoseaua județeană DJ155I, care o leagă spre nord de Târgu Neamț (unde se termină în DN15C) și spre sud-est de Petricani, Urecheni, Păstrăveni, Tupilați, Bârgăuani (unde se intersectează cu DN15D), Făurei, Secuieni și Români. La Topolița, din acest drum se ramifică două șosele județene: DJ155D duce spre vest la Agapia (unde se termină în DN15C) și DJ155J, care duce spre sud la Ghindăoani și Crăcăoani.

## Demografie
Componența etnică a comunei Grumăzești
     Români (97,26%)
     Alte etnii (0,09%)
     Necunoscută (2,64%)
Componența confesională a comunei Grumăzești
     Ortodocși (94,94%)
     Alte religii (2,29%)
     Necunoscută (2,78%)
Conform recensământului efectuat în 2021, populația comunei Grumăzești se ridică la 5.295 de locuitori, în creștere față de recensământul anterior din 2011, când fuseseră înregistrați 5.182 de locuitori. Majoritatea locuitorilor sunt români (97,26%), iar pentru 2,64% nu se cunoaște apartenența etnică. Din punct de vedere confesional, majoritatea locuitorilor sunt ortodocși (94,94%), cu o minoritate de creștini de rit vechi (0,11%), iar pentru 2,78% nu se cunoaște apartenența confesională.

## Politică și administrație
Comuna Grumăzești este administrată de un primar și un consiliu local compus din 13 consilieri. Primarul, Constantin Matasă[*], de la Partidul Social Democrat, este în funcție din 2000. Începând cu alegerile locale din 2024, consiliul local are următoarea componență pe partide politice:
|  | Partid                          | Consilieri | Componența Consiliului | Componența Consiliului | Componența Consiliului | Componența Consiliului | Componența Consiliului | Componența Consiliului | Componența Consiliului | Componența Consiliului |
|  | ------------------------------- | ---------- | ---------------------- | ---------------------- | ---------------------- | ---------------------- | ---------------------- | ---------------------- | ---------------------- | ---------------------- |
|  | Partidul Social Democrat        | 8          |                        |                        |                        |                        |                        |                        |                        |                        |
|  | Alianța pentru Unirea Românilor | 4          |                        |                        |                        |                        |                        |                        |                        |                        |
|  | Partidul Național Liberal       | 1          |                        |                        |                        |                        |                        |                        |                        |                        |

## Istorie
La sfârșitul secolului al XIX-lea, comuna se afla în plasa de Sus-Mijlocul a județului Neamț și era formată din satele Curechești, Hotărăni, Grumăzești, Joseni, Suseni, Văleni și Hiza, având în total 1654 de locuitori. În comună existau o moară, trei biserici și o școală. Anuarul Socec din 1925 o consemnează în plasa Cetatea Neamț, având 3436 de locuitori în satele Curechiștea, Grumăzești, Ocea și Topolița.
În 1950, comuna a fost transferată raionului Târgu Neamț din regiunea Bacău. În 1968, comuna a revenit la județul Neamț, reînființat; tot atunci, a fost desființat satul Ocea (comasat cu Topolița).

## Monumente istorice

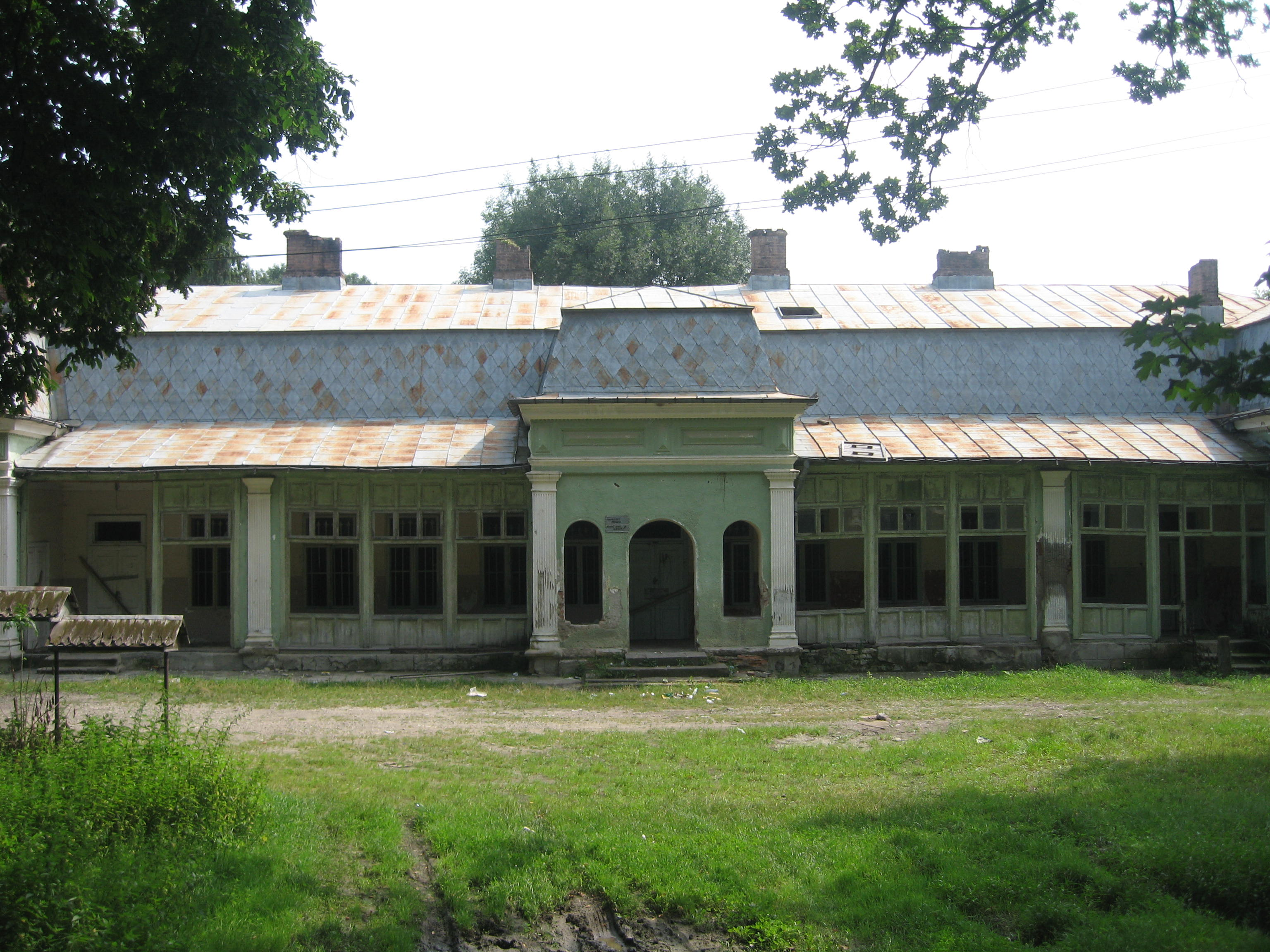
Casa entomologului Aristide Karadja din satul Grumăzești, monument istoric de interes local

În comuna Grumăzești se află ruinele curții boierești de la Netezi, sit arheologic de interes național, aflat în punctul Brătuleț, sit ce conține urmele unei așezări din secolele al XIII-lea–al XIV-lea, ale unei biserici din secolele al XIV-lea–al XVI-lea și o necropolă din secolele al XV-lea–al XVI-lea. În rest, în comună se mai află trei alte obiective incluse în lista monumentelor istorice din județul Neamț. Unul este clasificat ca sit arheologic și se află în punctul „Deleni” în zona satului Grumăzești, unde s-au descoperit urmele unei așezări din neoliticul timpuriu (cultura Starčevo-Criș). Unul este clasificat ca monument de arhitectură — biserica „Tăierea Capului Sfântului Ioan Botezătorul” a fostei mănăstiri Topolița (secolul al XVI-lea). În sfârșit, casa entomologului Aristide Karadja (1896) din satul Grumăzești este clasificată ca monument memorial sau funerar și astăzi găzduiește un muzeu de etnografie.